# Soto en Cameros
Soto en Cameros es un municipio y localidad española de la comunidad autónoma de La Rioja. Ubicado en la cuenca del río Leza, pertenece a la comarca del Camero Viejo y cuenta con una población de 85 habitantes (INE 2024).

## Historia
Perteneció al señorío del conde de Aguilar.
Durante la Guerra de la Independencia Española fue capital de la Junta de Rioja, la cual era un territorio prácticamente autónomo desde el que se luchaba contra el invasor francés.

### Icnitas
Durante el periodo Cretácico inferior formó parte de una llanura encharcada que se desecaba periódicamente, dejando atrás zonas fangosas en las que las huellas de dinosaurio quedaban marcadas a su paso. Con el tiempo estas se secaban y cubrían con nuevos sedimentos cuyo peso prensaba las capas inferiores, haciéndolas solidificar en rocas con el paso de millones de años. La erosión ha ido desgastando las capas superiores haciendo visibles muchas de estas formaciones rocosas, permitiendo observar las icnitas.
En el municipio se encuentran los yacimientos de "Soto 1 y 2". Se sitúan en el camino de Soto a Zenzano, por la margen derecha del Cañón del río Leza y es de difícil acceso. En él primero se observan 53 huellas de dinosaurios con ocho rastros de carnívoros, cuatro rastros de herbívoros que caminaban a dos patas (ornitópodos) y cinco rastros no determinados. Tiene la peculiaridad de que uno de los rastros indica que el dinosaurio se desplazaba a 17 km/h, haciéndolo uno de los más rápidos de La Rioja.
El segundo yacimiento cuenta con 154 icnitas, pertenecientes a herbívoros que caminaban a cuatro patas (saurópodos), formando la primera manada de este tipo encontrada en La Rioja. Las huellas de patas delanteras tienen forma de media luna sin señales de dedos y las traseras son grandes, redondeadas, huecas y sin señales de dedos.

## Geografía humana

### Demografía
Cuenta con una población de 85 habitantes (INE 2024).
| Gráfica de evolución demográfica de Soto en Cameros entre 1842 y 2021 |
| |
| Población de derecho según los censos de población del INE Población de hecho según los censos de población del INEEn estos censos se denominaba Soto: 1842, 1857 y 1860 Entre el censo de 1981 y el anterior, crece el término del municipio porque incorpora a 26090 (Luezas) y a 26156 (Trevijano) |

### Población por núcleos

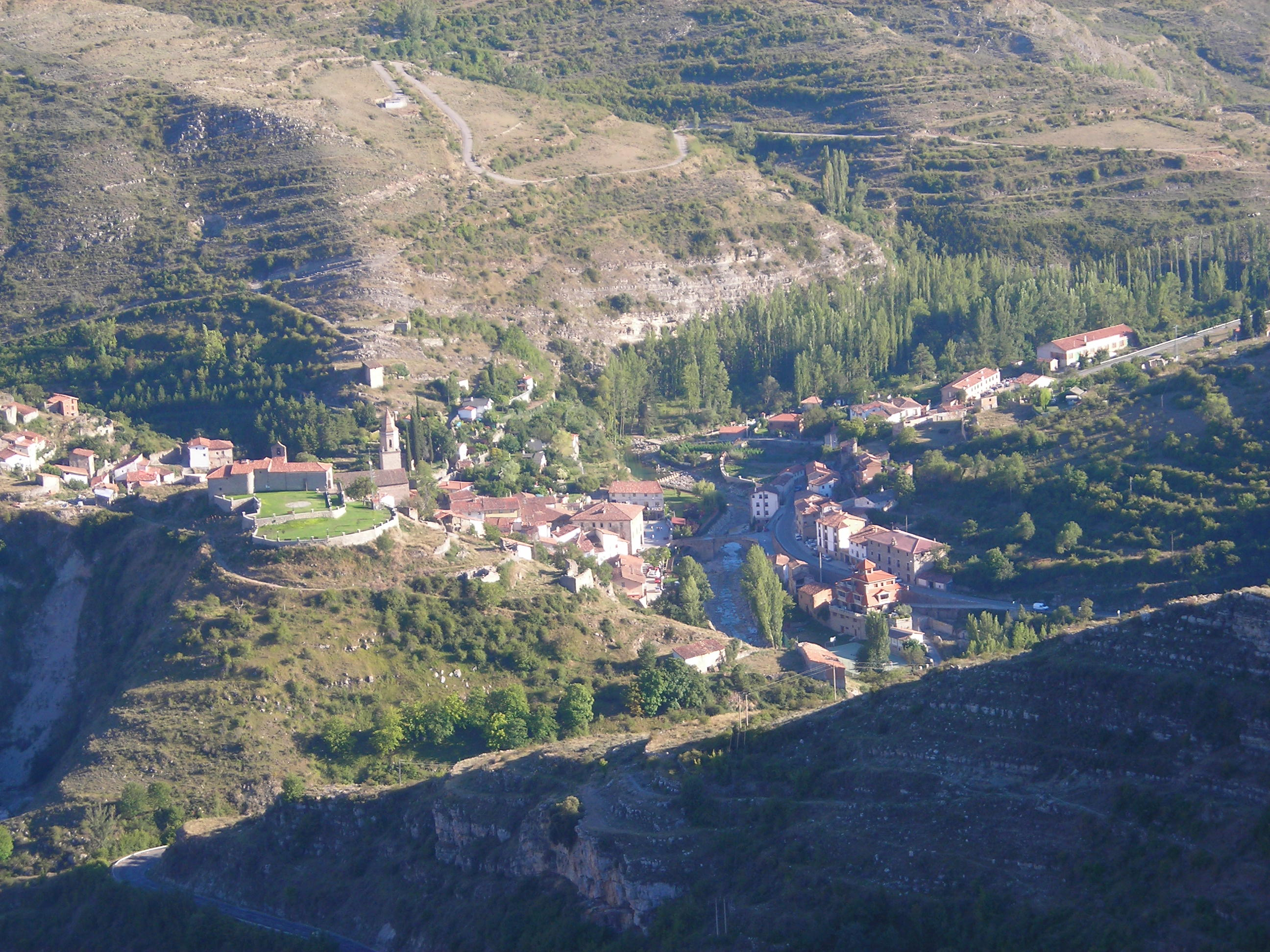
Vista panorámica desde Trevijano.

Desglose de población según el Padrón Continuo por Unidad Poblacional del INE.
| Núcleos         | Habitantes (2014) | Varones | Mujeres | Notas      |
| --------------- | ----------------- | ------- | ------- | ---------- |
| Soto en Cameros | 97                | 50      | 47      |            |
| Luezas          | 0                 | 0       | 0       | Despoblado |
| Treguajantes    | 0                 | 0       | 0       | Despoblado |
| Trevijano       | 21                | 16      | 5       |            |

## Administración
| Periodo   | Nombre                          | Partido        |
| --------- | ------------------------------- | -------------- |
| 1979-1983 | Benito Solano Pascual           | Independientes |
| 1983-1987 | José Garrido Adán               | AP             |
| 1987-1991 | Cecilio Herreros Solano         | AP             |
| 1991-1995 | Cecilio Herreros Solano         | PP             |
| 1995-1999 | Ángel Casero Martínez           | PRP            |
| 1999-2003 | Miguel Pedro Cuesta Santo Tomás | PP             |
| 2003-2007 | Miguel Pedro Cuesta Santo Tomás | PP             |
| 2007-2011 | Miguel Pedro Cuesta Santo Tomás | PP             |
| 2011-2015 | Miguel Pedro Cuesta Santo Tomás | PP             |
| 2015-2019 | Pedro-Elías Cristóbal Hernáez   | PP             |
| 2019-2023 | Pedro-Elías Cristóbal Hernáez   | PP             |
| 2023-act. | Pedro-Elías Cristóbal Hernáez   | PP             |

## Economía

### Evolución de la deuda viva
El concepto de deuda viva contempla solamente las deudas con cajas y bancos relativas a créditos financieros, valores de renta fija y préstamos o créditos transferidos a terceros, excluyéndose, por tanto, la deuda comercial.
| Gráfica de evolución de la deuda viva del ayuntamiento entre 2008 y 2017                             |
| |
| Deuda viva del ayuntamiento en miles de Euros según datos del Ministerio de Hacienda y Ad. Públicas. |

La deuda viva municipal por habitante en 2014 ascendía a 567,80 €.

## Patrimonio

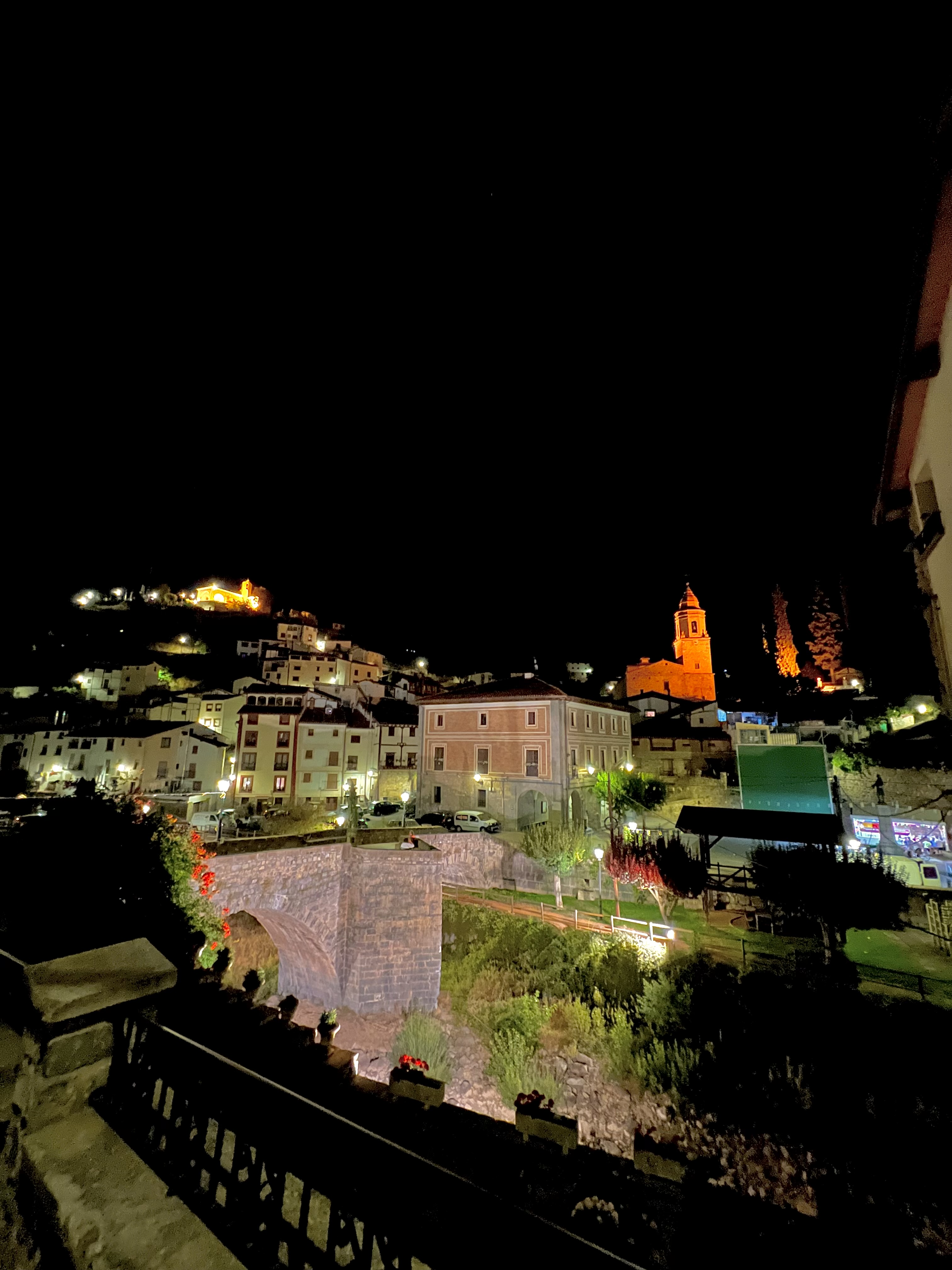
Plaza, ayuntamiento, e iglesia de San Esteban.

- Iglesia parroquial de San Esteban. Construida en los siglos XVII-XVIII.[10]
- Ermita de la Virgen del Cortijo. De finales del siglo XII.[10]
- Palacio del Marqués de Vallejo. Casa solariega indiana del siglo XVII.[10]
- Antiguo Hospital de San José. Finalizado en 1775. Actualmente es albergue y se sirven comidas.[10]
- Puente de piedra. Siglo XII.[10]
- Jardín Botánico. Cementerio de la localidad hasta finales del siglo XIX.[10]
- Molino Arriuko. Viejo molino harinero.[10]
- Nevera. Del siglo XVI, restaurada en el 2002.[10]